# Szczęście (zjawisko)

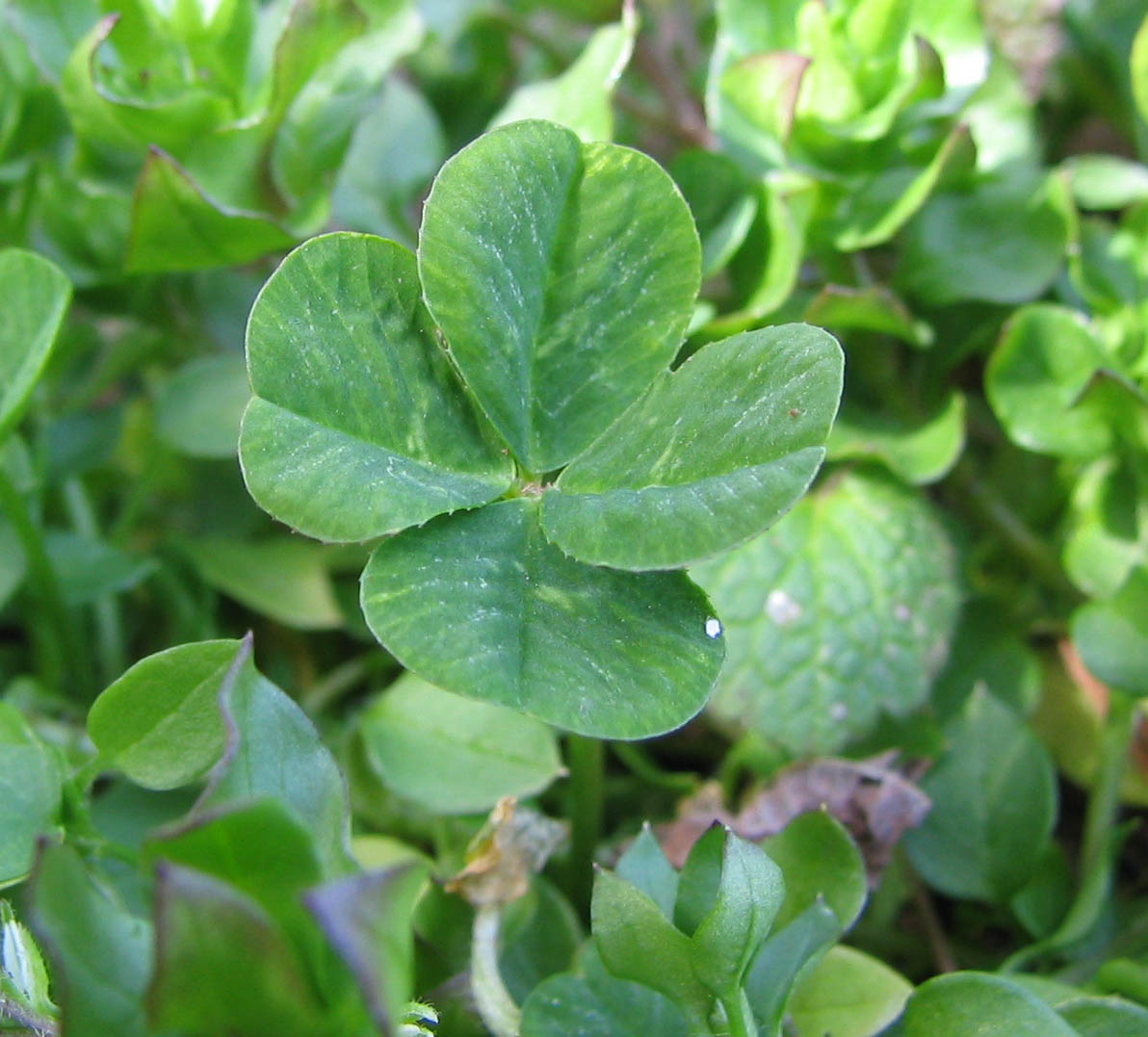
W kulturze zachodniej często uważa się, że czterolistna koniczyna przynosi szczęście.

Szczęście – zjawisko, które definiuje doświadczenie szczególnie pozytywnych, negatywnych lub nieprawdopodobnych zdarzeń. Naturalistyczna interpretacja jest taka, że pozytywne i negatywne zdarzenia zdarzają się przez cały czas w życiu człowieka, zarówno z powodu losowych, jak i nielosowych, naturalnych i sztucznych procesów, oraz że nawet nieprawdopodobne zdarzenia mogą zdarzyć się przypadkowo. W tym ujęciu bycie „szczęśliwym” lub „pechowym” jest po prostu opisową etykietą, która wskazuje na pozytywność, negatywność lub nieprawdopodobieństwo zdarzenia.
Nadprzyrodzone interpretacje szczęścia uważają, że jest to atrybut osoby lub przedmiotu albo wynik pozytywnego lub niekorzystnego spojrzenia bóstwa na osobę. Interpretacje te często określają, w jaki sposób można uzyskać szczęście lub nieszczęście, na przykład poprzez noszenie amuletów szczęścia lub składanie ofiar bóstwu. Mówienie, że ktoś jest „urodzonym szczęśliwcem”, może zatem oznaczać, w zależności od interpretacji, cokolwiek z tego, że urodził się w dobrej rodzinie lub okolicznościach, lub że zwykle doświadcza nieprawdopodobnie pozytywnych wydarzeń z powodu jakiejś nieodłącznej własności lub życiowej łaski boga lub bogini w religii monoteistycznej lub politeistycznej.
Wiele przesądów wiąże się ze szczęściem, często są one specyficzne dla danej kultury lub zestawu pokrewnych kultur, a czasem są ze sobą sprzeczne. Na przykład szczęśliwe symbole obejmują liczbę 7 w kręgach chrześcijańskich, a liczbę 8 w kulturze Państwa Środka. Pechowe symbole i wydarzenia obejmują m.in. wchodzenie i wychodzenie z domu różnymi drzwiami w kulturze greckiej, rzucanie kamieniami w wiatr w kulturze Navajo oraz kruki w kulturze zachodniej. Niektóre z tych skojarzeń mogą wynikać z powiązanych faktów lub pragnień. Na przykład w kulturze zachodniej otwarcie parasola w pomieszczeniu może być uważane za pechowe, częściowo dlatego, że może ukłuć kogoś w oczy, podczas gdy ściskanie dłoni z kominiarzem lub złapanie się za guzik może być uważane za szczęśliwe acz częściowo, ponieważ jest to miła, ale czasem nieprzyjemna rzecz, biorąc pod uwagę brudną naturę ich pracy. W kulturze chińskiej skojarzenie liczby 4 jako homofonu ze słowem określającym śmierć może wyjaśnić, dlaczego uważa się ją za pechową. Opracowano niezwykle skomplikowane i czasami sprzeczne systemy określania pomyślnych oraz niepomyślnych czasów i układów rzeczy, na przykład feng shui w chińskiej kulturze i systemy astrologii w różnych kulturach na całym świecie.
Wiele religii politeistycznych ma konkretnych bogów lub bogiń związanych ze szczęściem, w tym Fortuna i Felicitas w starożytnej religii rzymskiej (te pierwsze związane ze słowem „fortuna”, drugie „radość”), Dedun w religii nubijskiej, Siedmiu Szczęśliwych Bogów w japońskiej mitologii, mityczny amerykański żołnierz John Frum w polinezyjskich kultach ładunków oraz niepomyślny Alakshmi w hinduizmie.

## Etymologia i definicja

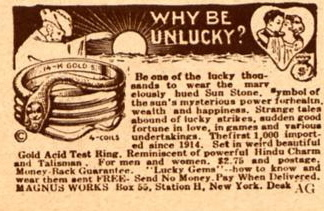
Reklama biżuterii przynoszącej szczęście z 1927 r. „Dlaczego mieć pecha?”.

Angielskie szczęście, jako rzeczownik pojawia się stosunkowo późno, w latach 80. XIX wieku, jako pożyczka od dolnoniemieckiego, holenderskiego lub fryzyjskiego luk, krótkiej formy gelucke (średnio wysoki niemiecki gelücke). Porównaj ze starosłowiańskim słowem lukyj (лукый) – mianowanym przez przeznaczenie i starym rosyjskim luchaj (лучаи) – przeznaczeniem, fortuną. Prawdopodobnie wprowadził angielski jako termin hazardowy, a kontekst hazardu pozostaje wykrywalny w konotacjach tego słowa; szczęście jest sposobem na zrozumienie osobistego przypadku. Szczęście ma trzy aspekty:
- Szczęście jest dobre lub złe[4].
- Szczęście jest wynikiem przypadku[5].
- Szczęście odnosi się do rozumnej istoty.

Przed przyjęciem szczęścia pod koniec średniowiecza staroangielski i środkowoangielski wyrażał pojęcie „szczęścia” słowem speed (środkowoeuropejski spede, staroangielski spēd); prędkość oprócz „szczęścia” miała szersze znaczenie „dobrobytu, zysku, obfitości”; nie jest związany z pojęciem prawdopodobieństwa lub szansy, ale raczej z pojęciem losu lub boskiej pomocy; zwycięzca sukcesu można również nazwać szybkością, jak w angielskim „Christ be our speed” (William Robertson, Phraseologia generalis, 1693).

## Interpretacje
Szczęście jest interpretowane i rozumiane na wiele różnych sposobów.

### Brak kontroli
Szczęście odnosi się do tego, co dzieje się z osobą poza jej kontrolą. Ten pogląd obejmuje zjawiska, które są przypadkowymi zdarzeniami, na przykład miejscem urodzenia osoby, albo tam gdzie nie ma w żadnej niepewności lub gdzie niepewność jest nieistotna. W tych ramach można rozróżnić trzy różne typy szczęścia:
1. Szczęście konstytucyjne, czyli szczęście z czynnikami, których nie można zmienić. Miejsce urodzenia i fenotyp genetyczny to typowe przykłady.
2. Przypadkowe szczęście – z przypadkowymi czynnikami. Wypadki i epidemie są typowymi przykładami.
3. Nieznajomość szczęścia, czyli szczęścia z czynnikami, o których nie wiadomo. Przykłady można zidentyfikować tylko z perspektywy czasu.

### Błąd
Inny pogląd głosi, że „szczęście to prawdopodobieństwo, które bierze się per osoba”. Racjonalistyczne podejście do szczęścia obejmuje stosowanie reguł prawdopodobieństwa i unikanie nienaukowych przekonań. Racjonalista uważa, że wiara w szczęście jest wynikiem złego rozumowania lub pobożnego życzenia. Racjonalista, wierzący w szczęście, który twierdzi, że coś wpłynęło na jego szczęście, popełnia logiczny błąd „post hoc ergo propter hoc”: ponieważ dwa zdarzenia są połączone sekwencyjnie, są również powiązane przyczynowo. Ogólnie:
Jeżeli „A” (czynnik przyciągający szczęście, zdarzenie lub działanie), a następnie wydarzy się B; Dlatego „A” wpływa na pojawienie się „B”.
Wielu współczesnych autorów piszących na ten temat uważa, że definicja dobrego przeznaczenia brzmi: Ten, kto cieszy się dobrym zdrowiem; ma fizyczne i psychiczne możliwości osiągania swoich celów życiowych; ma dobry wygląd i; ma na myśli szczęście i nie jest podatny na wypadki.
W perspektywie racjonalistycznej na prawdopodobieństwo wpływ mają jedynie potwierdzone związki przyczynowe.
Zarówno błąd gracza, jak i błąd odwrotny wyjaśniają niektóre problemy z rozumowaniem w powszechnych przekonaniach o szczęściu. Polegają na zaprzeczaniu nieprzewidywalności losowych zdarzeń: „Nie wyrzuciłem siódemki przez cały tydzień, więc zdecydowanie wyrzucę jedną”.
Filozof Daniel Dennett napisał, że „szczęście to zwykłe szczęście”, a nie własność osoby lub rzeczy.

### Esencja

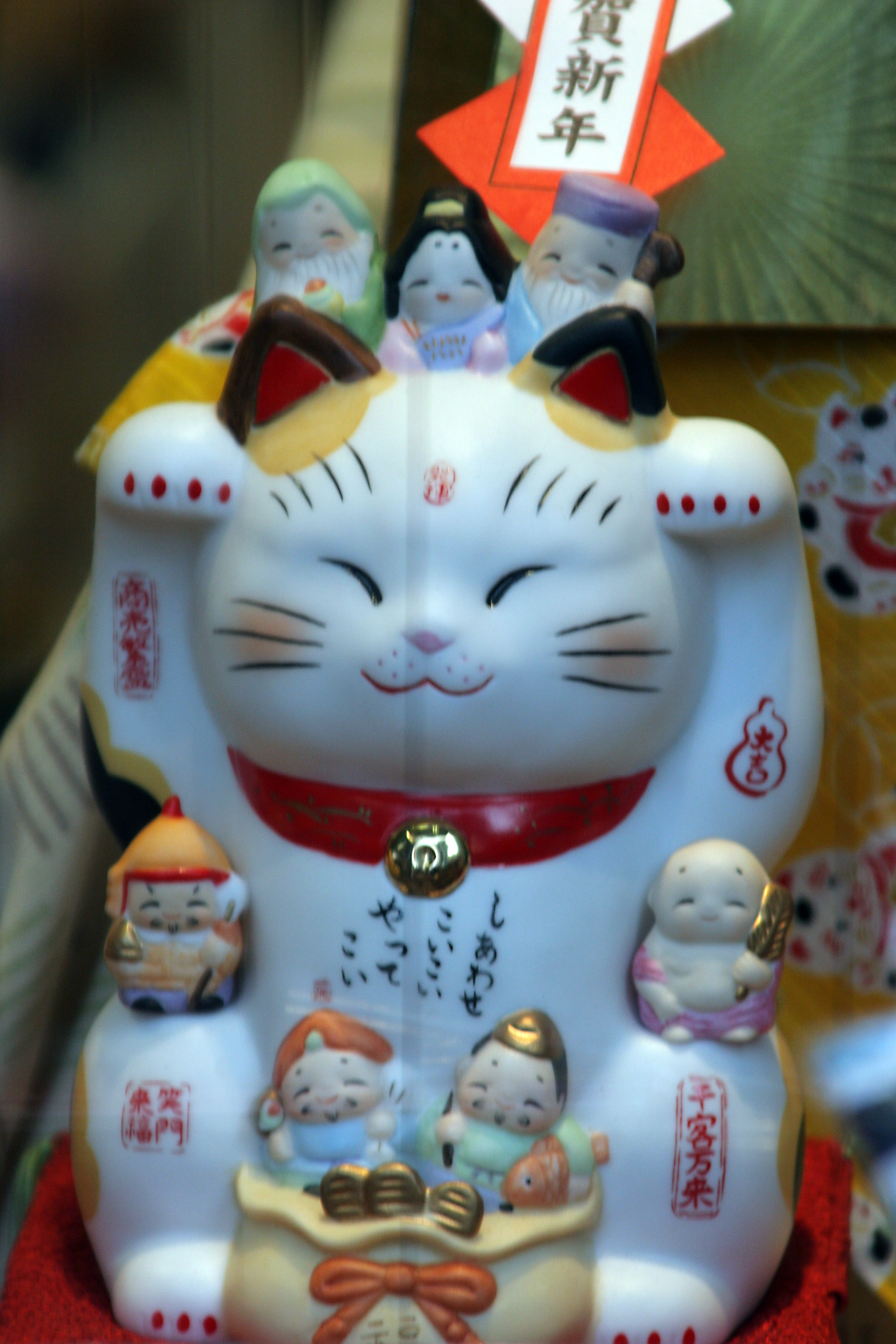
Figurka Maneki-neko z Siedmioma bogami Szczęścia.

Istnieje również szereg duchowych lub nadprzyrodzonych przekonań dotyczących szczęścia. Przekonania te różnią się znacznie między sobą, ale większość zgadza się, że na szczęście można wpływać duchowo, wykonując określone rytuały lub unikając pewnych okoliczności.
Szczęściem może być także wiara w organizację szczęśliwych lub niefortunnych wydarzeń. Szczęście jest formą przesądu, który jest różnie interpretowany przez różne osoby. Carl Jung ukuł termin synchroniczność, który opisał jako „znaczący zbieg okoliczności”.
Religie abrahamowe wierzą, że Bóg kontroluje przyszłe wydarzenia; wiara w szczęście lub los jest krytykowana w 65 rozdziale Księgi Izajasza, wersety 11-12:
- Co stanie się z ofiarowaniem jedzenia i wina bogom, których nazywacie szczęściem i losem? Twoje szczęście się skończy.

Wiara w zakres Boskiej Opatrzności jest różna; większość uznaje opatrzność za przynajmniej częściowy, jeśli nie całkowity wpływ na szczęście. Chrześcijaństwo we wczesnym okresie rozwoju przyjmowało wiele tradycyjnych praktyk, które w różnych czasach przyjmowały wróżby i praktykowały formy ofiar rytualnych w celu boskiej woli ich najwyższej istoty lub wpływania na boskie faworyzowanie. Pojęcia „Boskiej Łaski „lub” Błogosławieństwa”, jak są one opisane przez wierzących, bardzo przypominają to, co inni nazywają „szczęściem”.
Religie mezoamerykańskie, takie jak Aztekowie, Majowie i Inkowie, szczególnie mocno wierzyły w relacje między rytuałami a bogami, które w podobnym sensie jak religie abrahamowe można nazwać szczęściem lub opatrznością. W tych kulturach poświęcenie ludzi (zarówno chętnych ochotników, jak i pojmanych wrogów), a także poświęcenie się poprzez upuszczanie krwi, może być postrzegane jako sposób na przebłaganie bogów i zdobycie przychylności dla miasta składającego ofiarę. Alternatywną interpretacją byłoby to, że krew ofiarna była uważana za niezbędny element dla bogów do utrzymania właściwego porządku wszechświata, w taki sam sposób, w jaki olej byłby dolewany do samochodu, aby ten działał poprawnie.
Wiele tradycyjnych afrykańskich praktyk, takich jak voodoo i hoodoo, mocno wierzy w przesąd. Niektóre z tych religii zawierają przekonanie, że osoby trzecie mogą wpływać na szczęście danej osoby. Szamani i czarownice są zarówno szanowani, jak i przerażeni, w oparciu o ich zdolność do powodowania dobrego lub złego szczęścia dla mieszkańców pobliskich wiosek.

### Samospełniająca się przepowiednia
Niektóre dowody potwierdzają pogląd, że wiara w szczęście działa jak placebo, wywołując pozytywne myślenie i poprawiając reakcje ludzi na wydarzenia.
W psychologii osobowości ludzie niezawodnie różnią się od siebie w zależności od czterech kluczowych aspektów: wiary w szczęście, odrzucenia szczęścia, szczęścia i bycia nieszczęśliwym. Ludzie, którzy wierzą w szczęście, są bardziej optymistyczni, bardziej zadowoleni ze swojego życia i mają lepsze nastroje. Ludzie, którzy uważają się za osobiście nieszczęśliwych, odczuwają większy niepokój i rzadziej korzystają z nieoczekiwanych okazji. jednym badaniu z 2010 r. Stwierdzono, że golfiści, którym powiedziano, że używają „szczęśliwej piłki”, osiągali lepsze wyniki niż ci, którzy tego nie robili.
Niektóre osoby celowo stawiają się w sytuacjach, które zwiększają szanse na nieoczekiwane spotkanie, na przykład towarzysko z ludźmi pracującymi w różnych dziedzinach.

## Aspekty społeczne

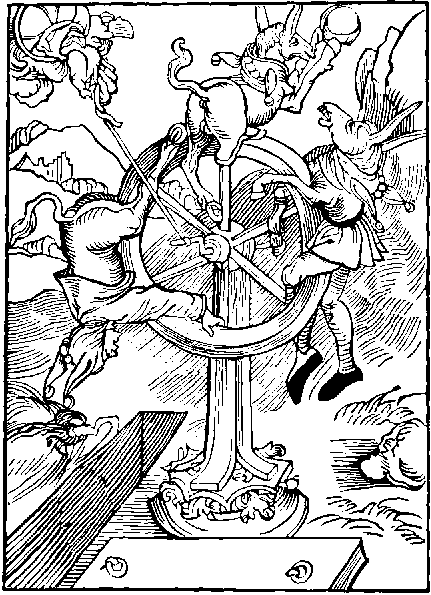
Koło fortuny przedstawione w książce Sebastiana Branta, autor Albrecht Dürer

Szczęście jest ważnym czynnikiem w wielu aspektach społeczeństwa.

### Gry
Filozof Nicholas Rescher zaproponował, że szczęście czyjegoś wyniku w sytuacji niepewności mierzy się różnicą między wydajnością i oczekiwaniami tej drużyny: λ = Y – E. W ten sposób umiejętność zwiększa oczekiwania i zmniejsza szczęście. Zakres, w jakim różne gry będą zależeć od szczęścia, a nie umiejętności lub wysiłku, jest bardzo zróżnicowany. Na przykład w szachach nie występują żadne czynniki losowe (poza określeniem, który gracz porusza się pierwszy), podczas gdy wynik Snakes and Ladders jest całkowicie oparty na losowych rzutach kostką. W pokerze, szczególnie w grach z planszą wspólną, szczęście może decydować o zwycięstwie. Szczęście w grach z szansą definiuje się jako zmianę kapitału gracza po losowym zdarzeniu, takim jak rzut kości lub losowanie karty. Szczęście jest pozytywne (powodzenie), jeśli pozycja gracza ulegnie poprawie, i negatywne (pech), jeśli ulegnie pogorszeniu. Gracz, który dobrze sobie radzi (gra dobrze, wygrywa) mówi się, że „działa dobrze”.
Prawie wszystkie sporty zawierają elementy szczęścia. Analiza statystyczna w książce The Equation Success próbowała wyjaśnić różną równowagę między umiejętnościami a szczęściem w odniesieniu do tego, jak drużyny ukończyły główne ligi sportowe w Ameryce Północnej. Analiza ta wykazała, że na kontinuum umiejętności szczęścia NBA uzyskał wynik najbardziej zależny od umiejętności, podczas gdy wynik NHL był najbardziej zależny od szczęścia.

### Loterie
Cechą charakterystyczną loterii jest to, że zwycięzcy są wybierani wyłącznie przypadkowo. Marketing i inne dyskusje dotyczące loterii często wspominają o szczęściu.

### Sposoby rozwiązywania problemów
„Pozostawienie przypadkowi” to sposób na rozwiązanie problemów. Na przykład rzut monetą na początku wydarzenia sportowego może determinować, kto będzie pierwszy.

### Numerologia
Większość kultur uważa niektóre liczby za szczęśliwe lub nieszczęśliwe. Stwierdzono, że jest to szczególnie silne w kulturach azjatyckich, gdzie aktywnie poszukuje się uzyskania „szczęśliwych” numerów telefonów, numerów tablic rejestracyjnych samochodów i adresów gospodarstw domowych, czasem kosztem dużych pieniędzy. Numerologia, ponieważ odnosi się do szczęścia, jest bliższa sztuce niż nauce, jednak numerolodzy, astrologowie lub wróżki mogą się ze sobą nie zgadzać. Jest to powiązane z astrologią, a do pewnego stopnia z parapsychologią i duchowością i opiera się na przekształceniu praktycznie dowolnego materiału w czystą liczbę, użyciu tej liczby w celu wykrycia czegoś znaczącego w rzeczywistości oraz próbie przewidzenia lub obliczenia przyszłości na podstawie szczęśliwej liczby. Numerologia jest z natury folklorystyczna i rozpoczęła się, gdy ludzie po raz pierwszy nauczyli się liczyć. W całej historii ludzkości było i nadal jest praktykowane przez wiele kultur świata, przeważnie w ramach tradycyjnego wróżenia.

### Nauka
Różni myśliciele, tacy jak Thomas Kuhn, dyskutowali o roli przypadku w odkryciach naukowych. Richard Wiseman przeprowadził dziesięcioletnie badania naukowe nad naturą szczęścia, które ujawniły, że ludzie w dużej mierze zarabiają swoje własne szczęście i złą fortunę. Jego badania ujawniły, że: „Szczęśliwi ludzie generują swój własny majątek dzięki czterem podstawowym zasadom. Są wykwalifikowani w tworzeniu i dostrzeganiu szans, podejmowaniu szczęśliwych decyzji poprzez słuchanie ich intuicji, tworzeniu samospełniających się proroctw poprzez pozytywne oczekiwania i przyjmowaniu prężnej postawy co przekształca pech w dobro”. Naukowcy zasugerowali, że szczęście i dobry nastrój często występują razem (Duong i Ohtsuka, 2000) i że szczęściarze są szczęśliwi i optymistyczni, podczas gdy pechowi ludzie są niespokojni i przygnębieni (Day & Maltby, 2003; Wiseman, 2003).
Chociaż poprzednie badania badały poprzedników i konsekwencje szczęścia przy użyciu teorii atrybucji (np. Fischoff, 1976; Weiner i in., 1987), zmienne osobowości (Darke i Freedman, 1997a; b), a ostatnio podejście polegające na pobudzaniu poznawczym (DeMarree i in., 2005; Kramer i Block, 2008), badania nad mechanizmem leżącym u podstaw wpływu tego, jak szczęście wpływa na ocenę i zachowanie konsumentów, jest zauważalnie nieobecne w istniejącej literaturze. Co więcej, w wielu poprzednich pracach szczęściem manipuluje się w sposób, który może również wywołać pozytywny wpływ. Dlatego trudno jest stwierdzić, czy zaobserwowane skutki szczęścia wynikają z chronicznych przekonań o szczęściu, przejściowych zmian w odczuciu szczęśliwych ludzi, czy też z powodu zmian wywołanych pozytywnym wpływem. Ich badania wykazały, że programowanie uczestników podprogowo za pomocą bodźców związanych ze szczęściem sprawiło, że poczuli się szczęśliwsi i szczęśliwsi. Stwierdzono również, że efekty przygotowania szczęścia za pomocą komunikatów podprogowych zwiększyły szacunki uczestników dotyczące prawdopodobieństwa korzystnych wydarzeń, ich udziału w loteriach, kwoty pieniędzy, które zainwestowali w stosunkowo ryzykowne opcje finansowe, i na te efekty wydawały się pośredniczyć tymczasowe zmiany w postrzeganiu szczęścia, a nie przez afekt.

## W religii i mitologii

### Buddyzm
Gautama Buddha, założyciel buddyzmu, nauczył swoich wyznawców, aby nie wierzyli w szczęście. Nauczał, że wszystko, co się dzieje, musi mieć przyczynę, materialną lub duchową, i nie może się zdarzyć z powodu szczęścia, przypadku lub losu. Idea moralnej przyczynowości, karmy (Pali: kamma), jest centralna w buddyzmie. W Sutta Nipata Budda jest opisany jako mówiący o sprzedaży szczęścia:
Podczas gdy niektórzy ludzie religijni, żyjąc z pożywienia dostarczanego przez wiernych, utrzymują się z tak niskiej sztuki, tak złych środków utrzymania jak chiromancja, dzieląc się znakami, interpretując sny ... przynosząc szczęście lub pech ... przywołując dobroć szczęście ... wybierając szczęśliwe miejsce dla budynku, mnich Gautama powstrzymuje się od tak niskiej sztuki, takich złych środków utrzymania. DI, 9–12
Jednak wiara w szczęście jest powszechna w wielu krajach buddyjskich. W Tajlandii buddyści mogą nosić wersety (takrut) lub szczęśliwe amulety, które zostały pobłogosławione przez mnichów dla ochrony przed krzywdą.

### Chrześcijaństwo i Judaizm
W Księdze Przysłów 16:33 czytamy: „los został wrzucony na kolana, ale cała jego własność należy do Pana”. W Księdze Koheleta 9:11 czytamy: „zdarza się im wszystkim”. Przysłów 16:33 wskazywałoby, że coś tak losowego, jak rzucanie kostkami lub rzucanie monetą, nie jest poza suwerenną kontrolą Boga. Dlatego jego wyniki nie są tylko przypadkiem.
Boska suwerenność obejmuje dwa aspekty. Aktywna wola Boża lub suwerenność wiązałyby się z czymś, co spowodował, na przykład doprowadzeniem niegodziwego króla Achaba do bitwy (2 Kroniki 18: 18-19). Śmierć Achaba nie była jedynie wynikiem losowo wystrzelonej strzały, ale jak ujawniono w 2 Kronikach 18, Bóg aktywnie kierował wydarzeniami, które doprowadziły Ahaba do bitwy i wykorzystał tę losowo wystrzeloną strzałę, aby wypełnić swoją zamierzoną wolę dla Ahaba tego dnia.
Boża pasywna wola polega na tym, że pozwala, a nie powoduje, że coś się wydarzy. Rozdział 1 księgi Hioba ilustruje to, co Bóg pozwolił Szatanowi uczynić w życiu Hioba. Jest także zaangażowany w zło, które Bóg pozwolił braciom Józefa uczynić Józefowi, aby osiągnąć większe dobro, dobro, które nie było widoczne dla Józefa, lecz dopiero po latach (Rdz 50:20).

### Hinduizm

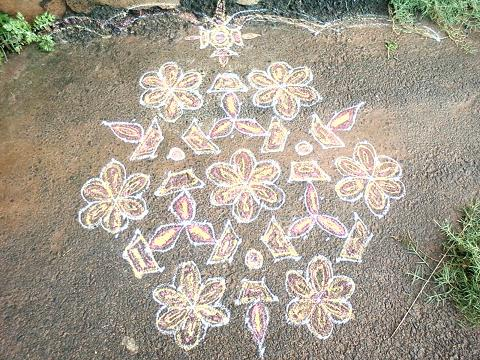
Konstrukcja Rangoli.

W hinduizmie mówi się, że poprzez odpowiednie wielbienie, z drobiazgową procedurą modlitwy (sanskryt: Shri Lakshmi Sahasranam Pujan Vidhi) można uzyskać błogosławieństwa Lakshmi, hinduskiej bogini pieniędzy i fortuny. Lakshmi Parayan (modlitwa) odbywa się w większości hinduskich domów w dniu Diwali, święta świateł. W tym czasie rysuje się także Rangoli, ozdobne wzory na podłogach w salonach i dziedzińcach podczas hinduskich festiwali, które mają być świętym miejscem powitania szczęścia.

### Islam
Definicja, która jest znacznie bliższa koncepcji szczęścia w islamie, to „siła, która przynosi szczęście lub przeciwności losu” Koran 17-13 (Izrael): „I (dla) każdego człowieka, któremu przypisaliśmy mu jego los (fortunę) w jego szyję, a my mu przyniesiemy dla niego (w) Dniu Zmartwychwstania zapis, który będzie dla niego szeroko otwarty”. Jednak trwa bardzo długa dyskusja na temat tego, jak to z góry określone przeznaczenie, fortuna lub szczęście definiuje postawy i zachowania życiowe, a także, jak wiele poprawek można dokonać w tym określonym losie własnym wkładem poprzez pozytywne działania zgodne z naukami islamu. W islamie nie ma innej koncepcji szczęścia niż działania określone przez Allaha na podstawie zasług dokonanych przez ludzi. W wersecie Koranu (Sura: Adh-Dhariyat (Wiatr, który rozprasza): 22), czyjeś wyżywienie jest z góry ustalone w niebie, kiedy Pan mówi: „A w niebie jest wasze zaopatrzenie i to, co wy są obiecane”. Jednak należy błagać Allaha o lepsze życie niż wierzyć w czyny nieislamskie, takie jak używanie „szczęśliwych uroków”. Jednak w języku arabskim istnieje słowo, które bezpośrednio oznacza „szczęście”, którym jest ‏حظ‎ ḥaẓẓ oraz powiązane słowo „szczęście”, ‏محظوظ‎ maḥẓūẓ. Zabronione jest również wierzenie w szczęście lub cokolwiek innego związanego ze szczęściem, ponieważ jest ono klasyfikowane jako uchylanie się (dokooptowanie innych bóstw do Allaha, przypisywanie im zalet które należą tylko do Allaha i samego Allaha).
Tunezyjczycy zachowują niektóre rodzime wierzenia pochodzenia berberyjskiego, takie jak złe oko. Szereg praktyk, takich jak okiennice pomalowane na niebiesko, stosuje się również w celu odparcia złych duchów.

## Mierzenie wiary w szczęście

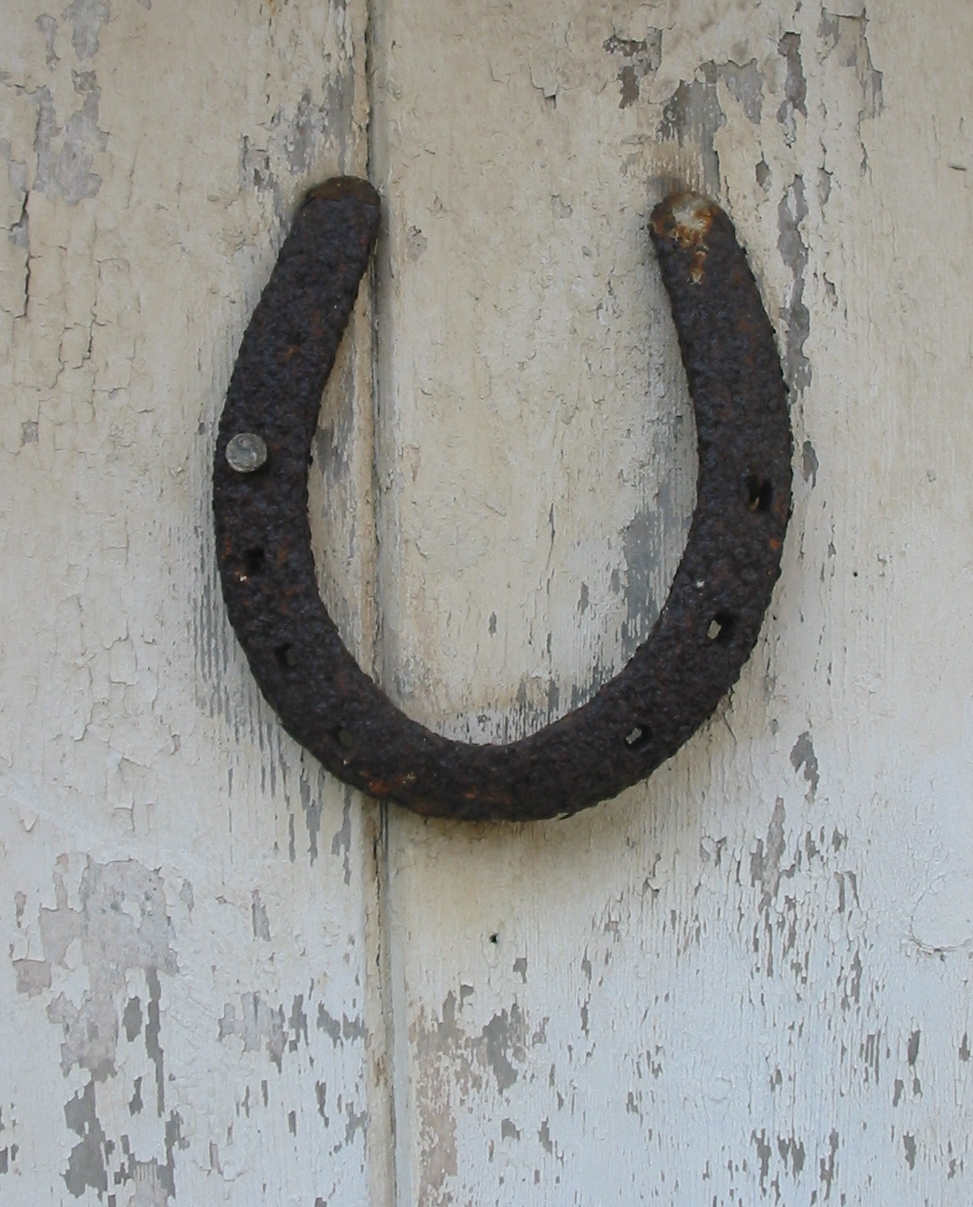
Podkowa na drzwiach jest uważana za ochronny talizman w niektórych kulturach

### Wiara w szczęście
Darke i Freedman (1997) byli pierwszymi badaczami, którzy systematycznie zajmowali się bezpośrednio koncepcją i pomiarem wiary w szczęście jako deterministyczny i osobisty atrybut. Definiują wiarę w szczęście jako przekonanie, że szczęście jest „raczej stabilną cechą, która konsekwentnie sprzyja niektórym ludziom, ale innym nie”. Definiują niewiarę w szczęście jako „tendencję do zgadzania się z racjonalnym poglądem na szczęście jako przypadkową i zawodną” (str.   490). Aby uchwycić ich jednowymiarową definicję nieracjonalnego przekonania o szczęściu, Darke i Freedman opracowali 12-elementową miarę. Niestety, okazało się, że ich miara „nie wydaje się szczególnie dobra w rozróżnianiu osób, które [twierdzą], że zazwyczaj mają szczęście, od osób, które [twierdzą], że zwykle mają pecha”. Odkryli również, że analizy czynnikowe ich miary dały rozwiązanie wieloskładnikowe podobnie jak Prendergast i Thompson (2008).

### Wielowymiarowe przekonania o szczęściu
André (2006) zaproponował model spostrzeżeń związanych ze szczęściem, który obejmuje osobne przekonania pozytywne i negatywne. Odkryła jednak, że pozytywne i negatywne elementy osobistych przekonań o szczęściu są bardzo skorelowane, co sugeruje, że są one koncepcyjnie bardzo bliskie lub w rzeczywistości takie same. Maltby i in. (2008) zaproponował 6-wymiarowy model przekonań wokół szczęścia, ale analizy empiryczne potwierdziły tylko model 4-wymiarowy: przekonanie o osobistym szczęściu; wiara w osobistą nieszczęście; ogólna wiara w szczęście; i odrzucenie wiary w szczęście.

### Wiara w szczęście i szczęśliwość

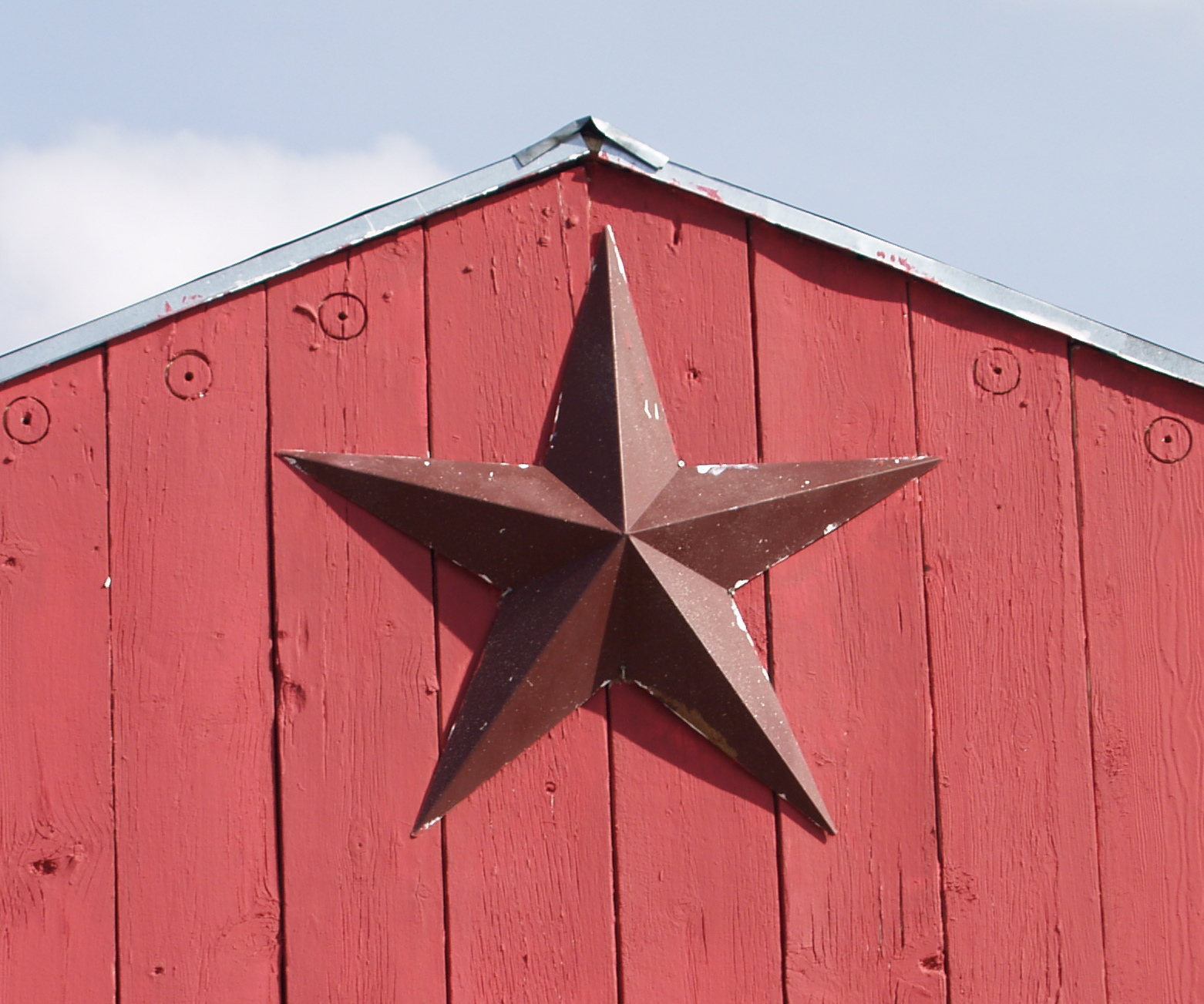
Barnstar, gwiazda na stodole, zamontowana na ścianie, jest postrzegana jako szczęśliwy symbol w niektórych częściach Ameryki Północnej

Thompson i Prendergast (2013) wyjaśnili koncepcje wiary w szczęście i wiary w osobiste szczęście. Odnieśli się do logicznego problemu, że nikt, kto nie wierzy w szczęście, nie może uważać się za szczęściarza, rozróżniając wiarę w szczęście jako zjawisko deterministyczne, które z jednej strony wpływa na przyszłość, a z drugiej – wiarę w osobiste szczęście jako ocenę tego, jak na szczęście lub w przeciwnym razie mogłyby się wydarzyć przypadkowe zdarzenia w przeszłości. Opracowali i zatwierdzili skalę międzynarodową, aby zmierzyć odpowiednio wiarę w szczęście i osobiste konstrukcje szczęścia. Nie znaleźli żadnej korelacji między konstruktami ani żadnego dowodu na rozróżnienie między pozytywnymi i negatywnymi aspektami każdego z nich, sugerując, że reprezentują one dwa dyskretne i jednowymiarowe konstrukcje. Odkryto również, że wiara w szczęście i osobiste szczęście różni się w zależności od osobowości i zmiennych psychologicznych, takich jak Wielka Piątka, i wpływa na nie.